# Sphenomorphus sheai
Sphenomorphus sheai — вид сцинкоподібних ящірок родини сцинкових (Scincidae). Ендемік В'єтнаму.

## Поширення і екологія
Sphenomorphus sheai відомі з типової місцевості, розташованої на плато Контум в Південному В'єтнамі, на висоті 1025 м над рівнем моря. Вони живуть у вологих гірських тропічних лісах.